# Ernea, Sibiu
Ernea, mai demult Ernea Săsească, Iernea, Iernei (în dialectul săsesc Argung, Ärgunk, în germană Ehrgang, Erlgang, Irrgan, în maghiară Ernye, Szászernye, Kisernye) este o localitate componentă a orașului Dumbrăveni din județul Sibiu, Transilvania, România.

## Obiectiv memorial

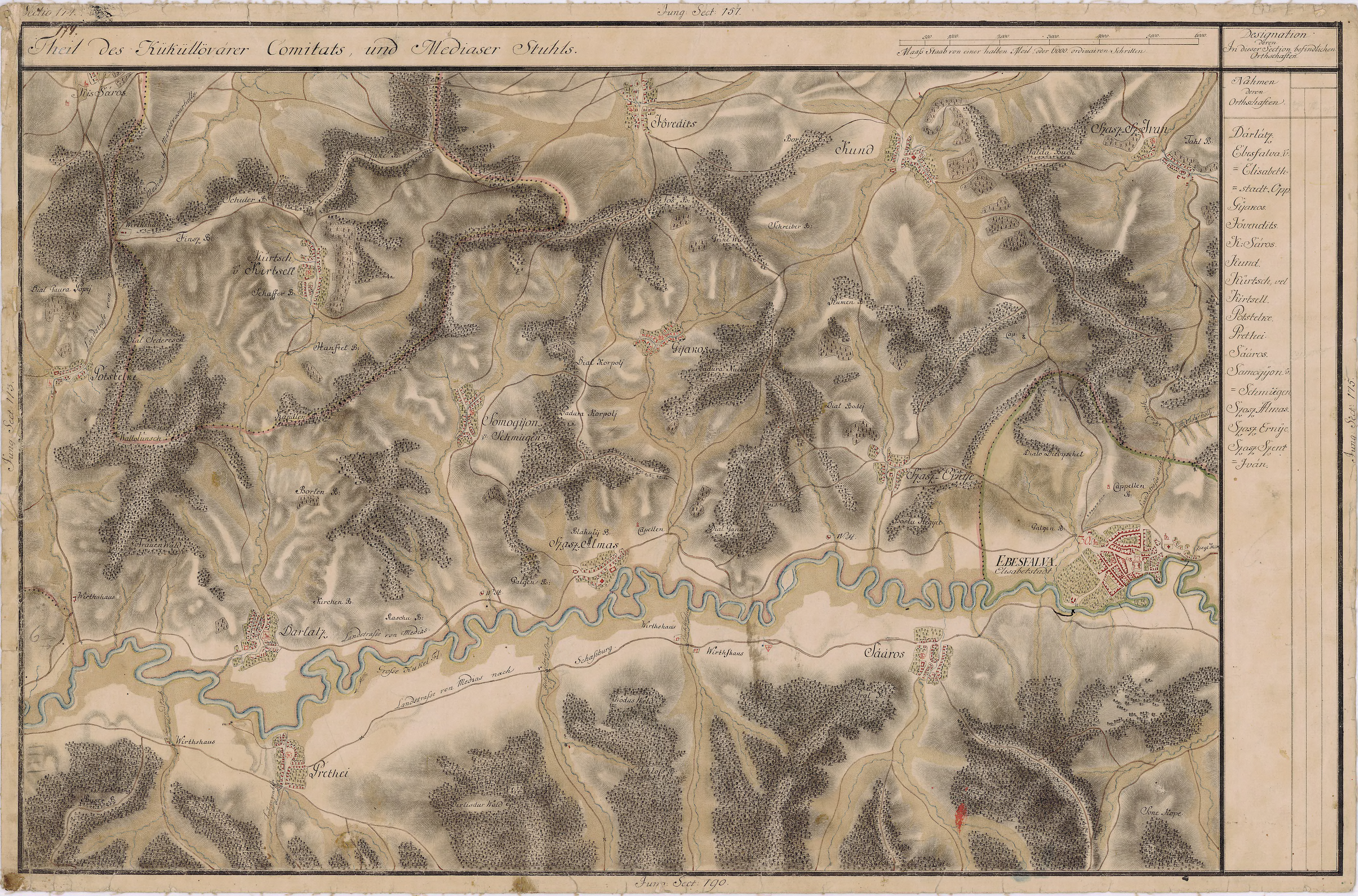
Ernea în Harta Iosefină a Transilvaniei, 1769-73

Monumentul Eroilor Români din Primul și Al Doilea Război Mondial. Monumentul este de tip obelisc, a fost dezvelit în anul 1947 și se află amplasat în fața Școlii Generale. Acesta are o înălțime de 2,30 m și este realizat din beton, fiind împrejmuit cu un gard metalic. Pe fațada obeliscului există înscrisuri cuprinzând numele a 8 eroi români din Primul Război Mondial, precum și numele a 3 eroi români căzuți în Al Doilea Război Mondial. În subsolul listelor de nume se află un înscris comemorativ: „Dormiți în pace“. 

## Imagini

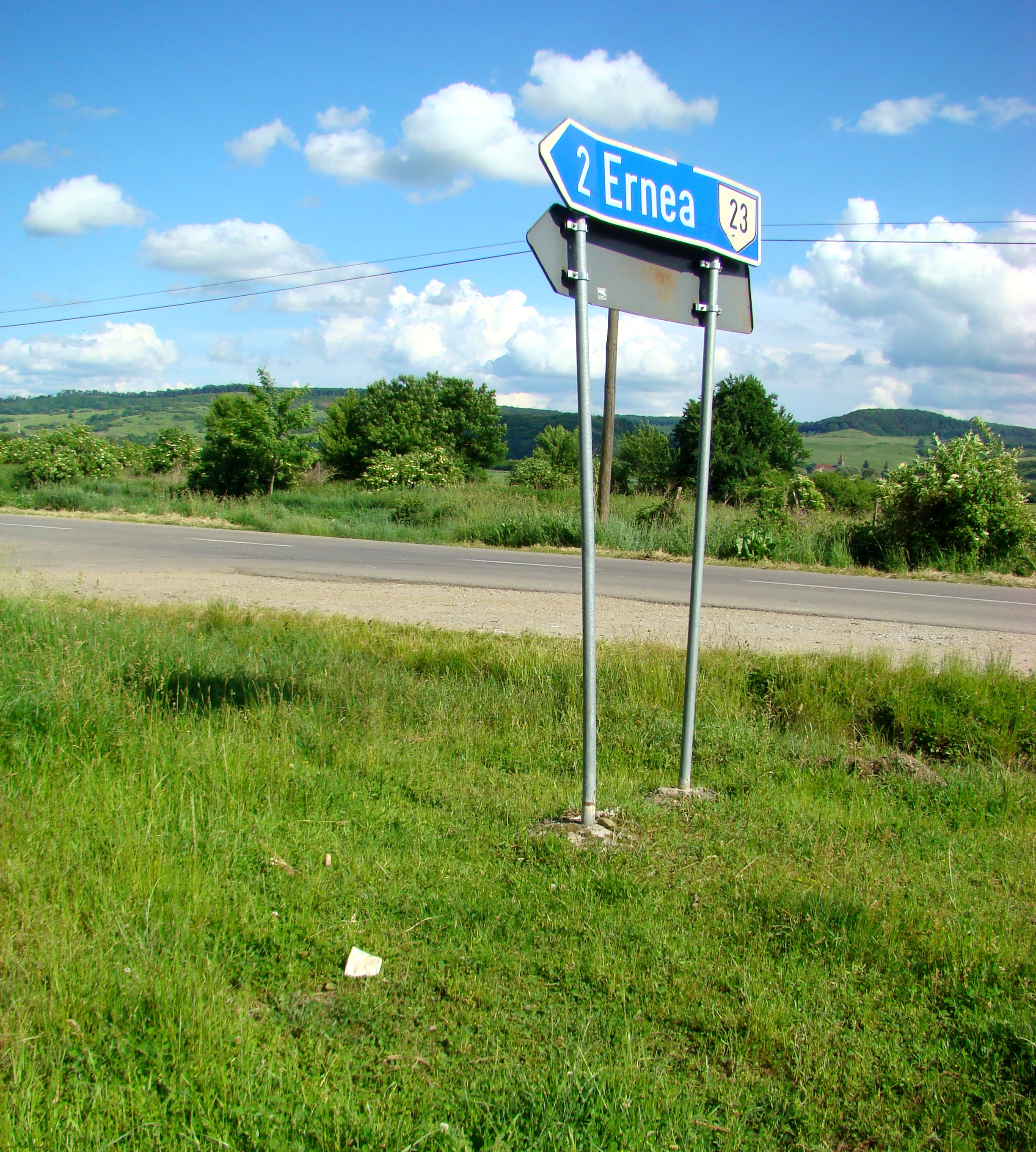
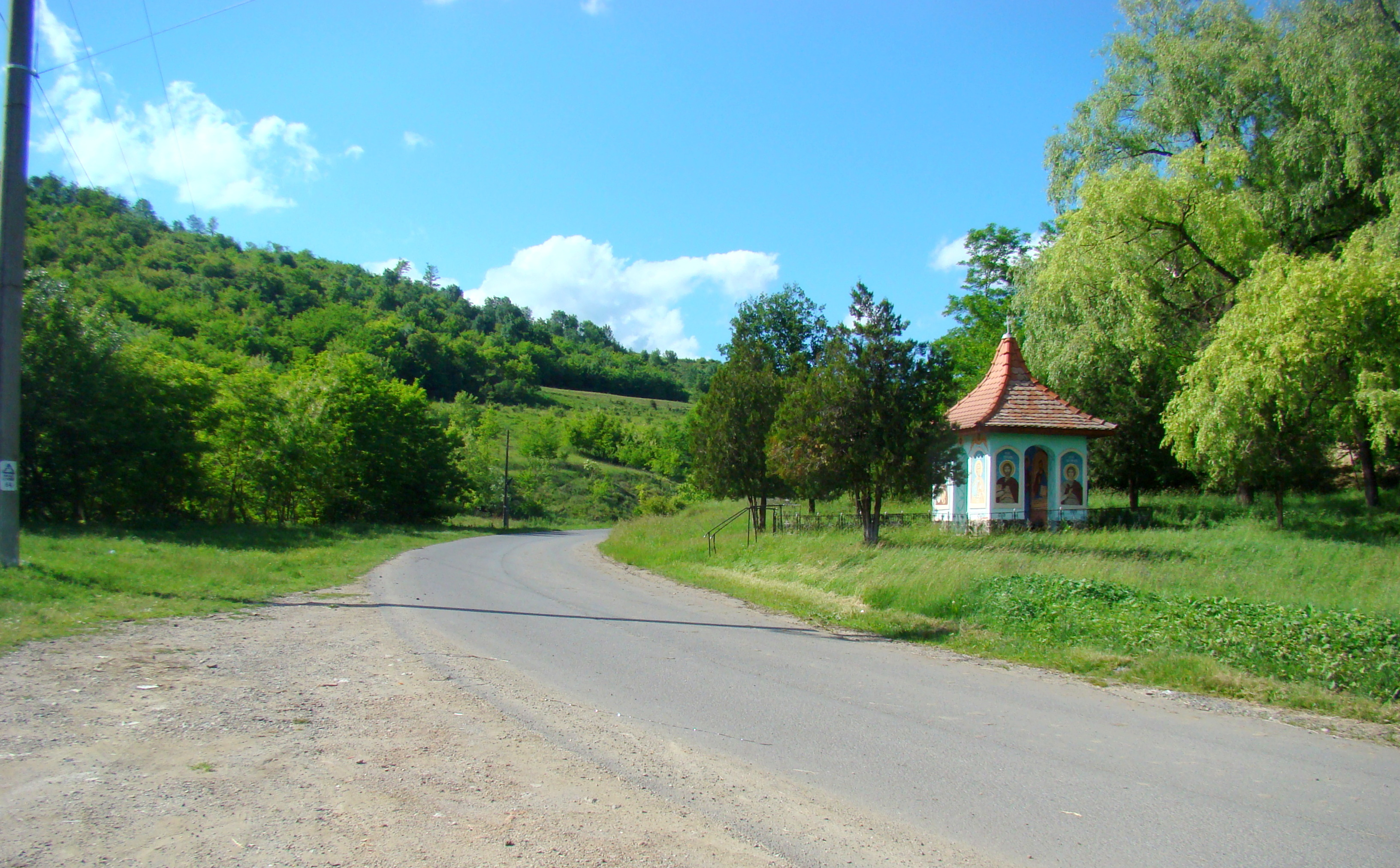
DC 23 spre Ernea
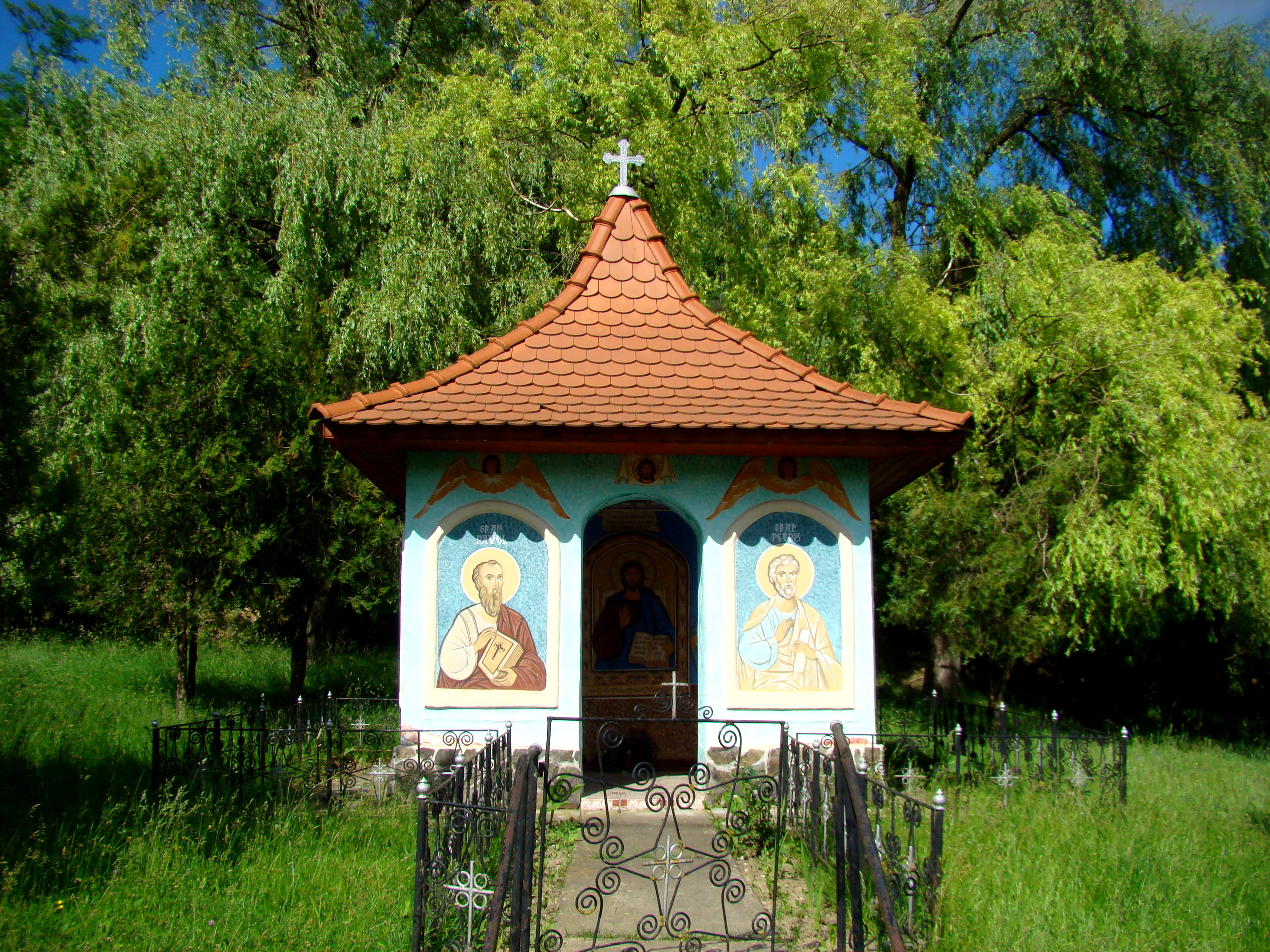
Troița
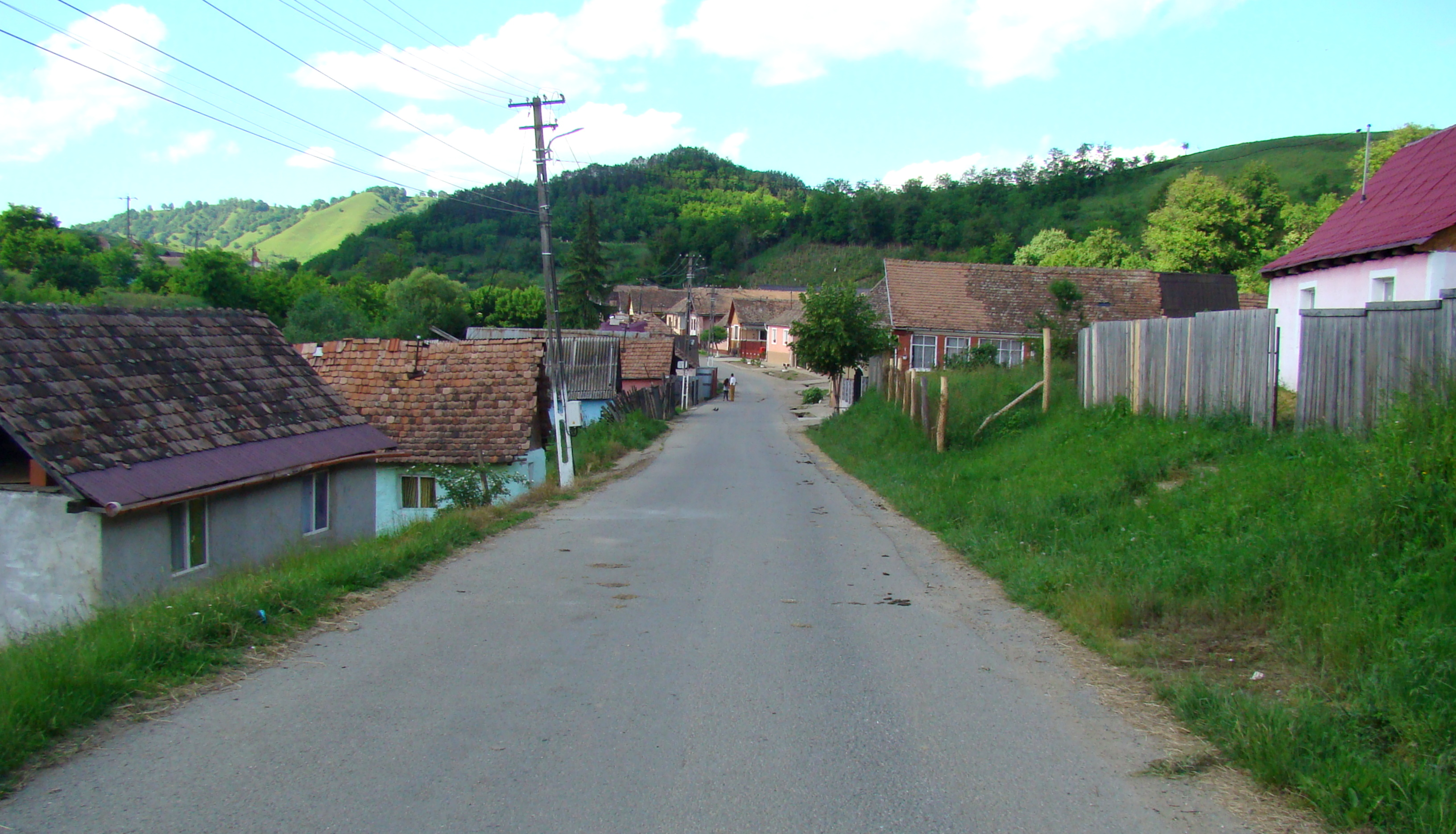
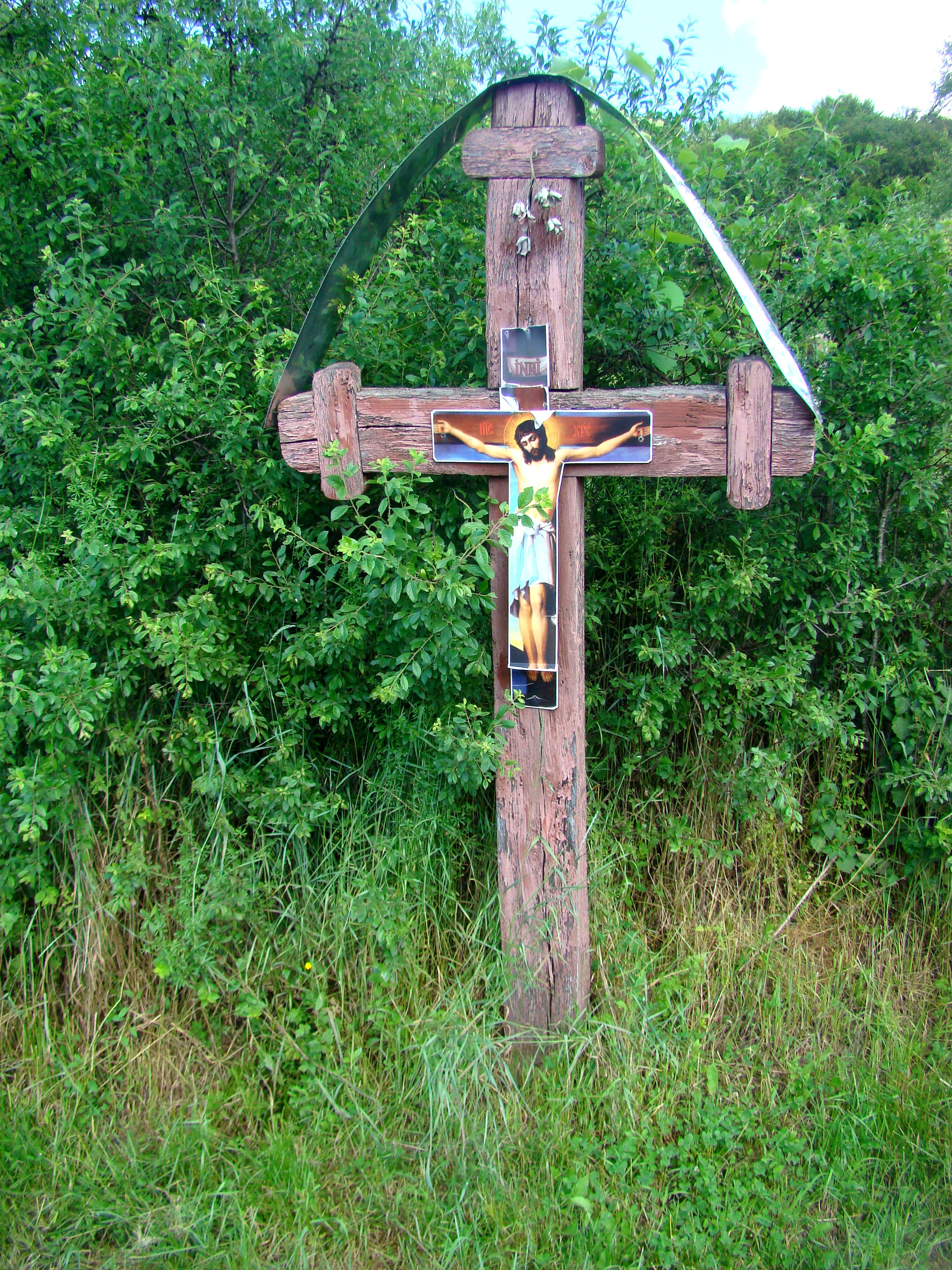
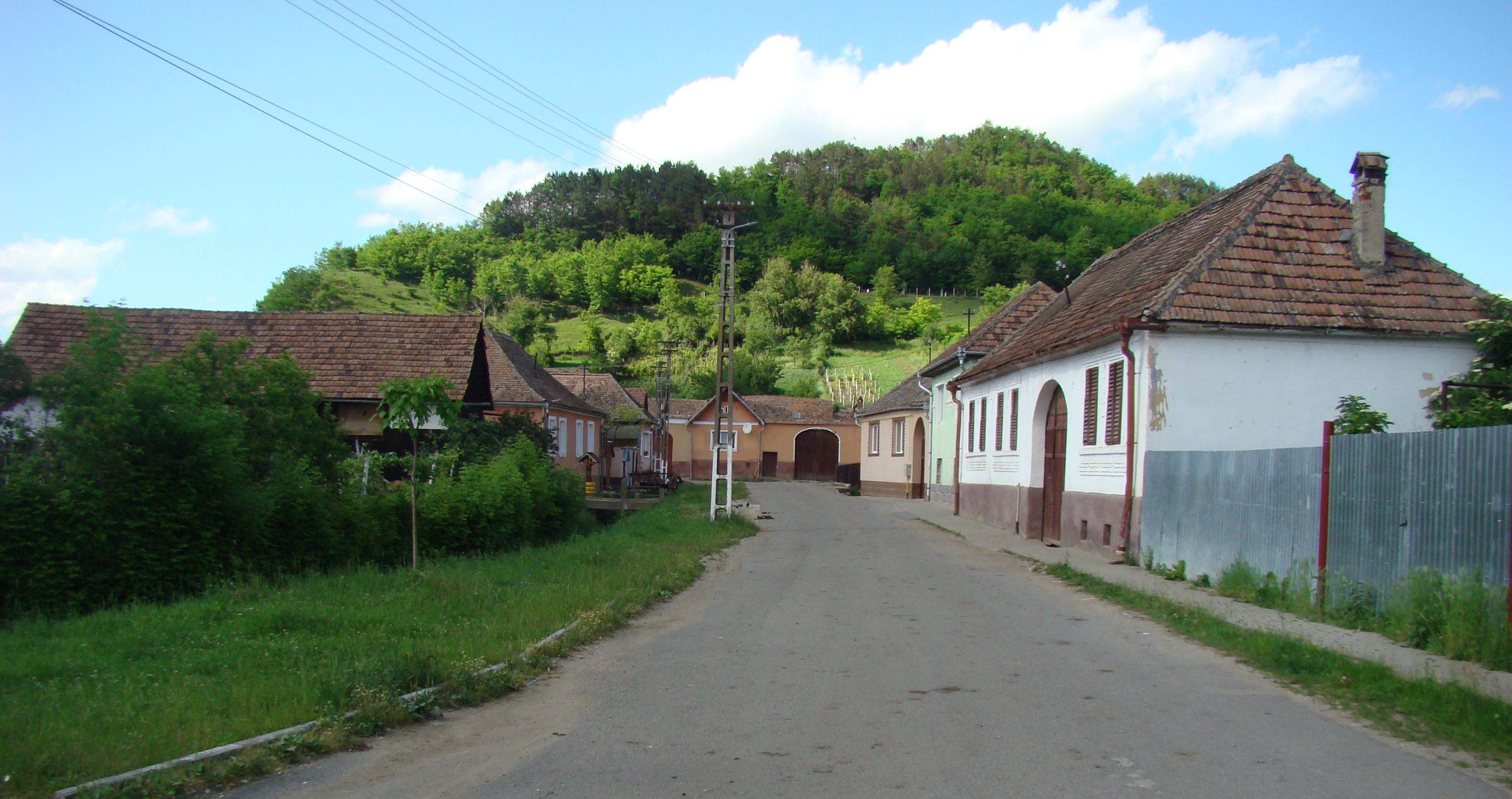
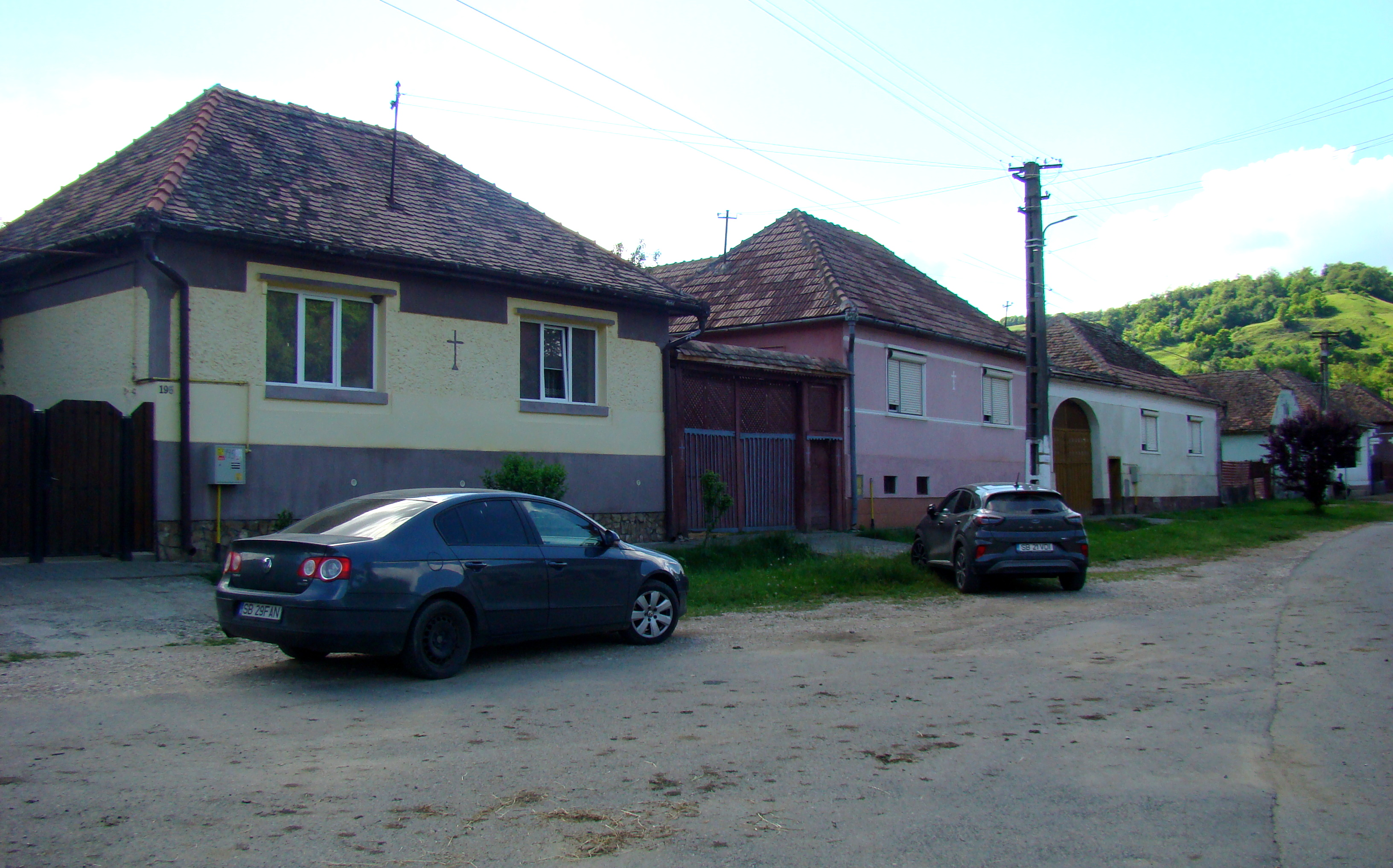
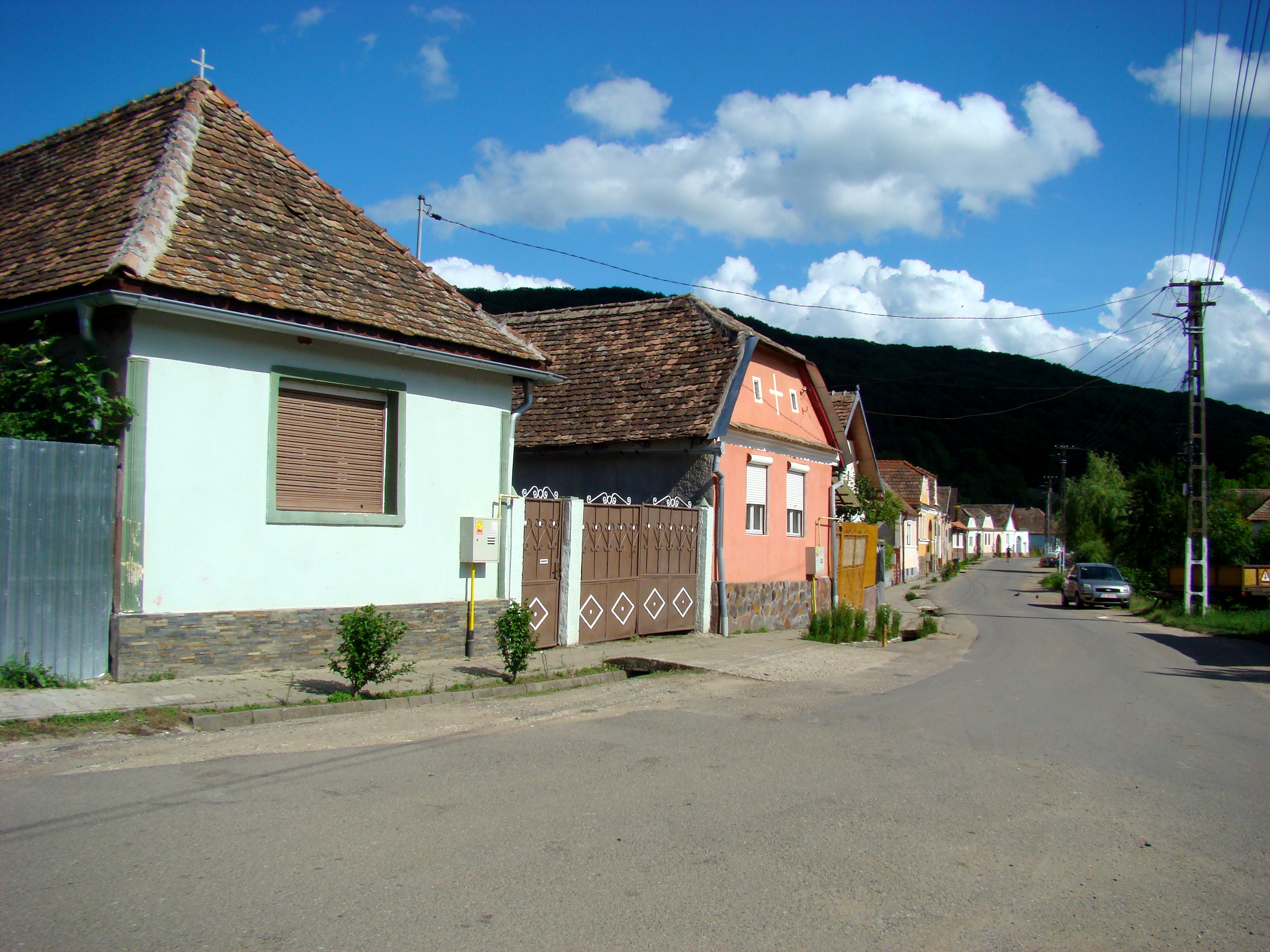
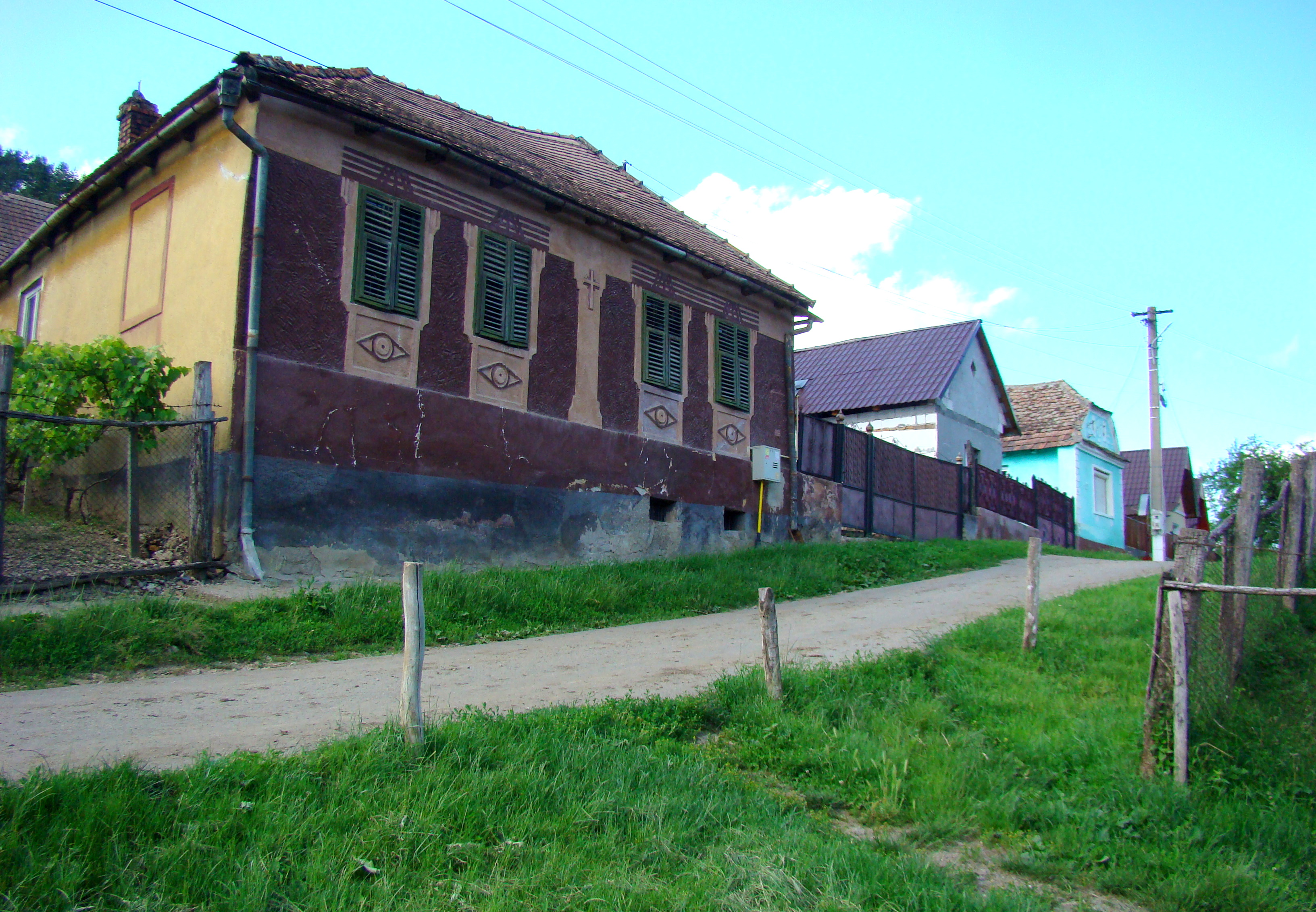
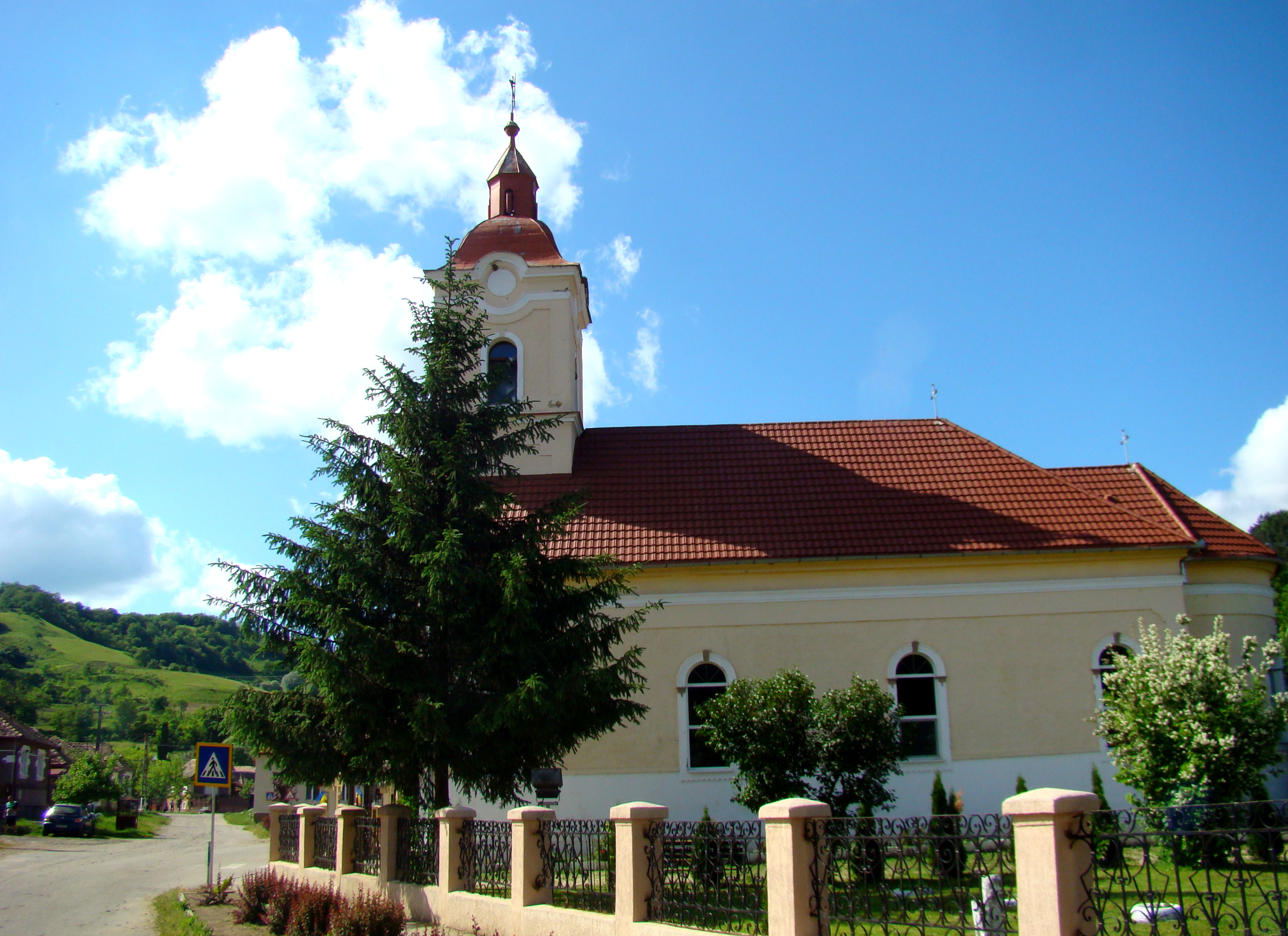
Biserica Sfântul Ierarh Nicolae
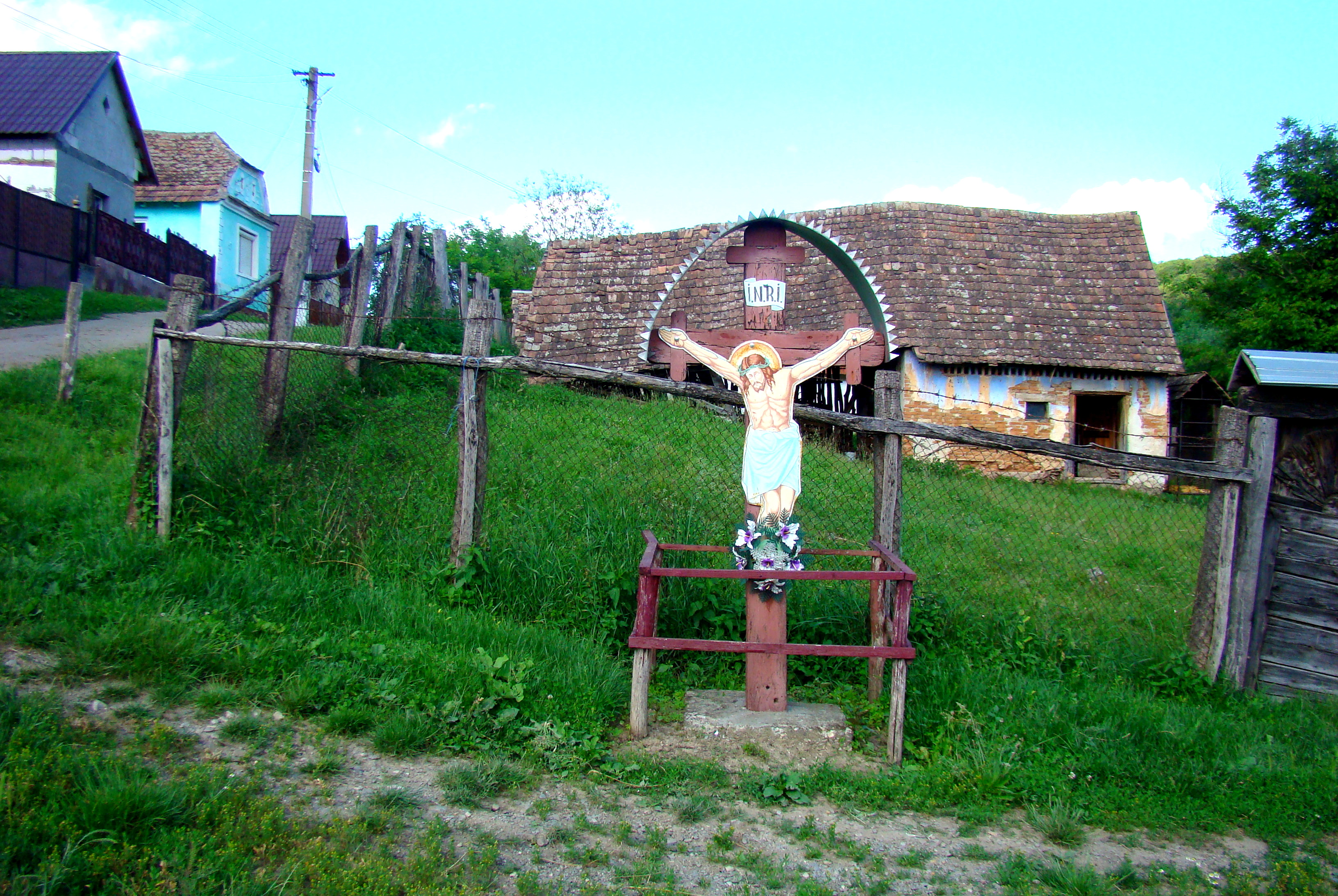
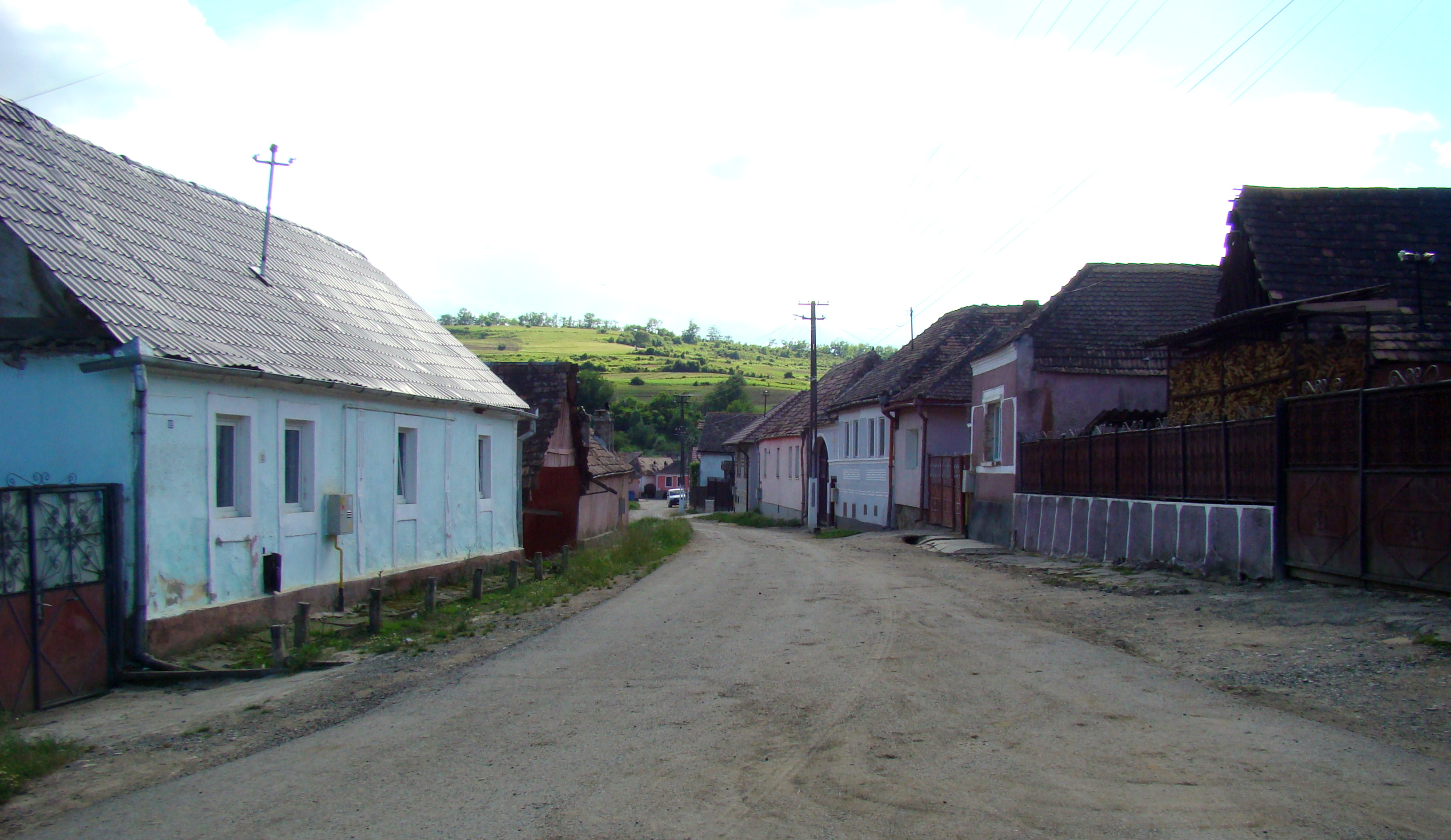
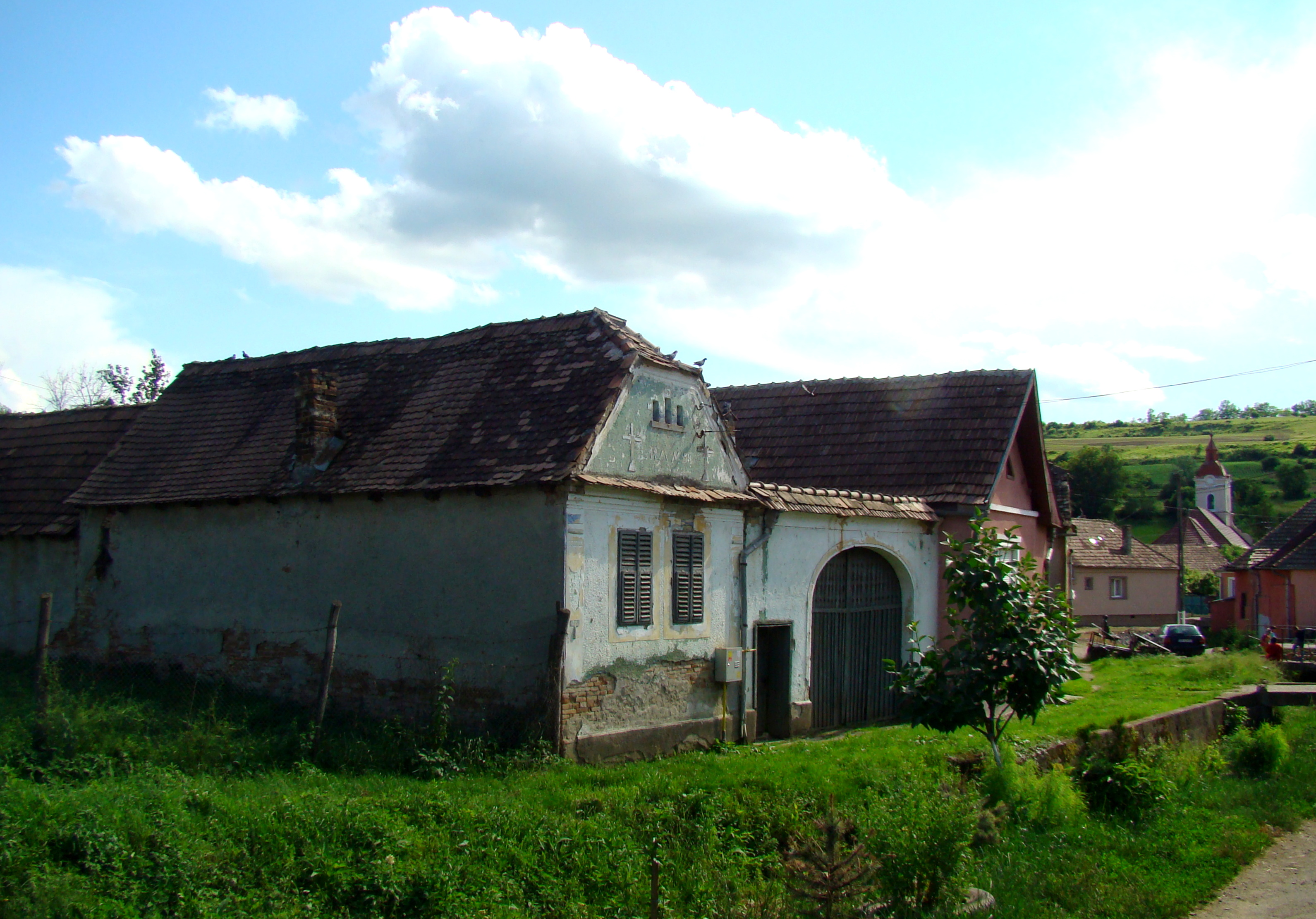
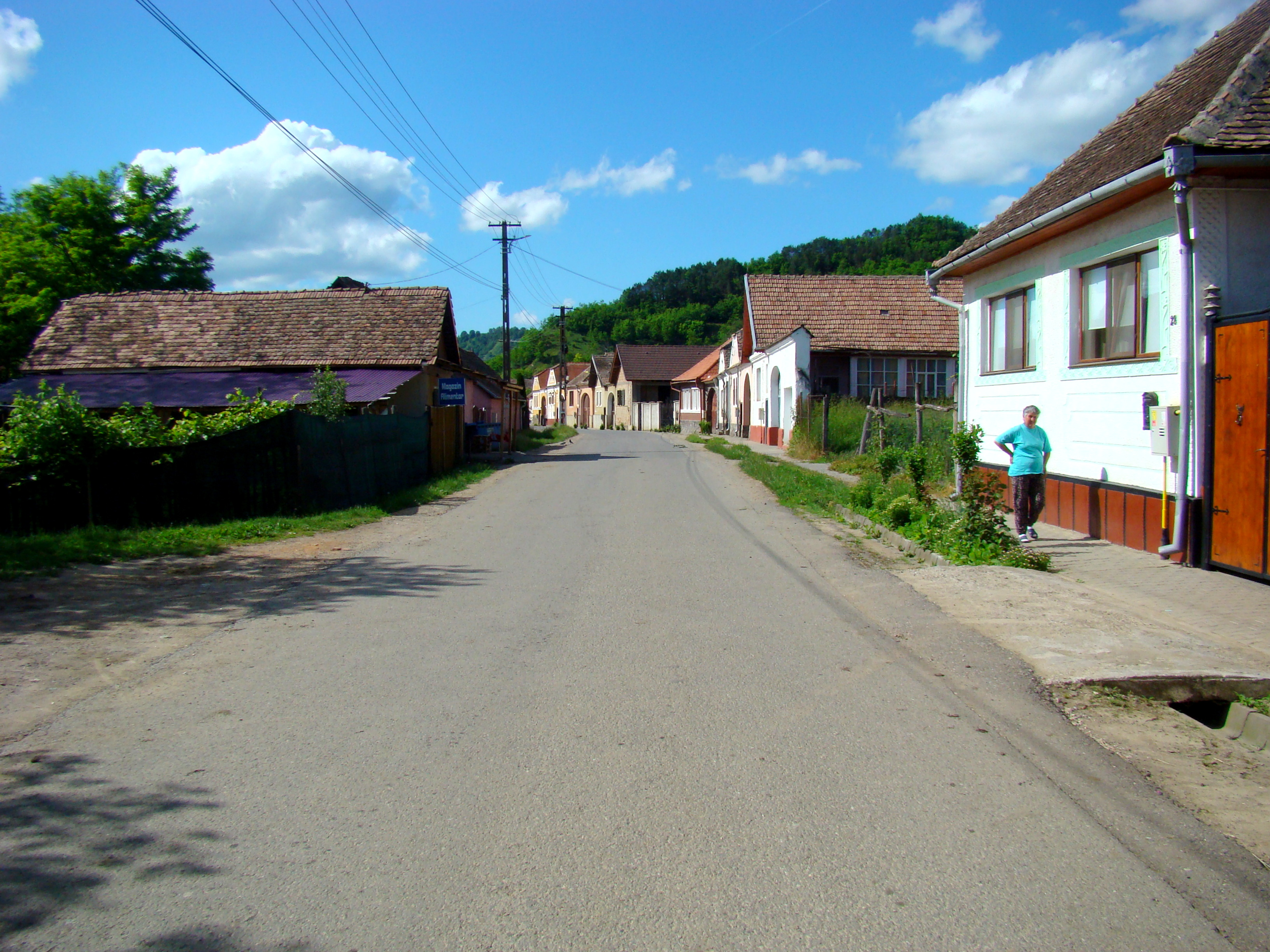
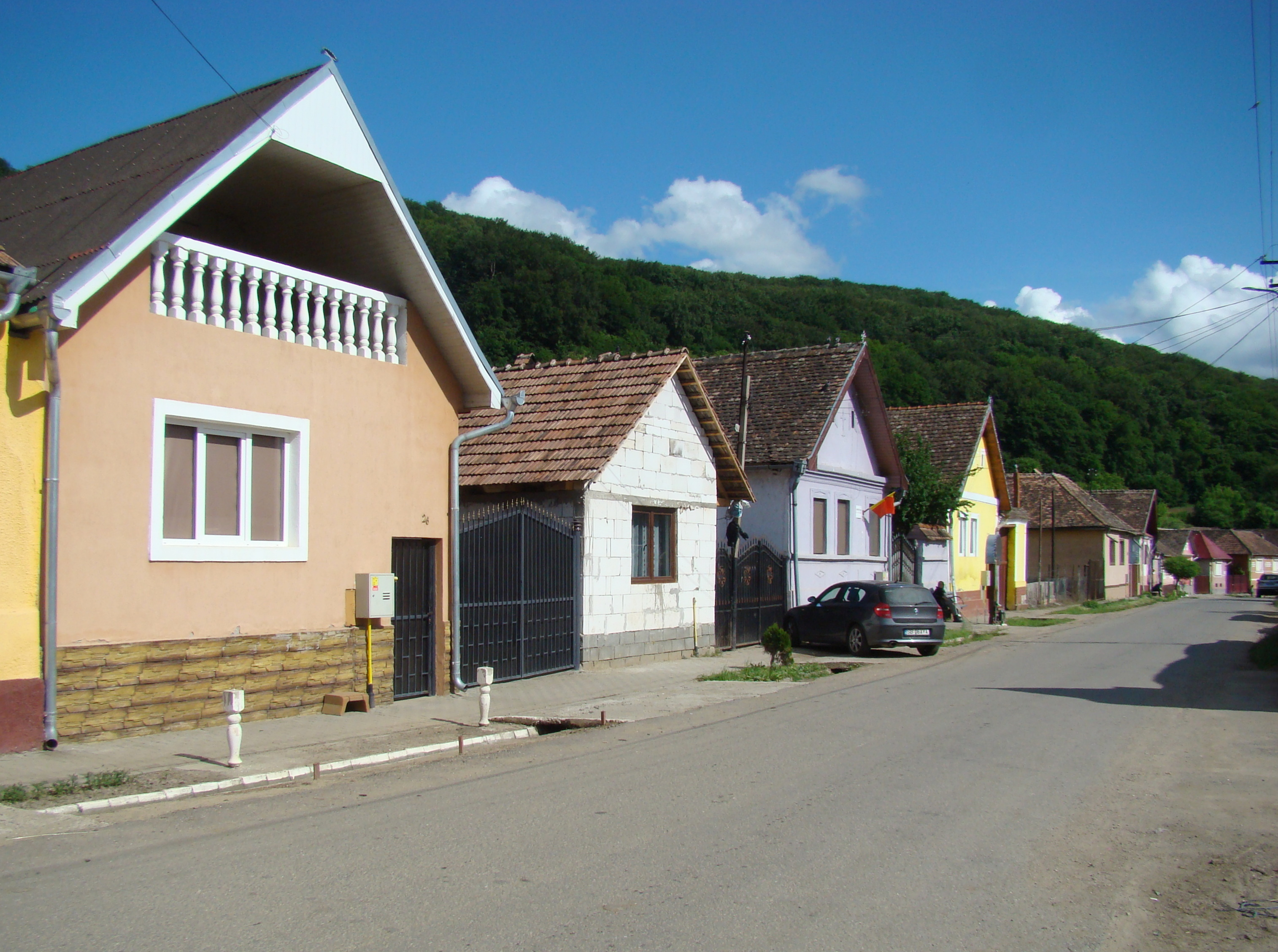
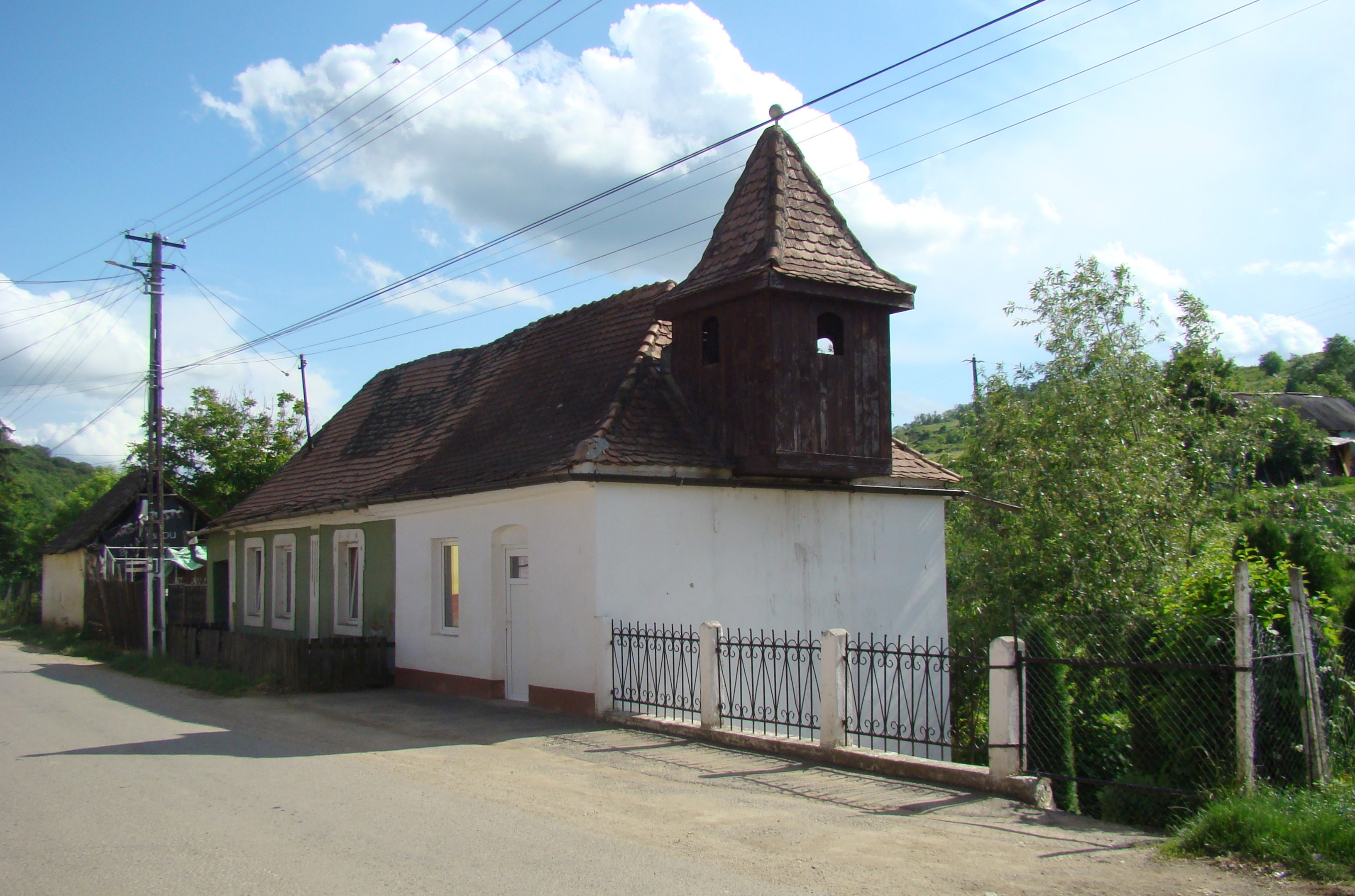
Biserica reformată
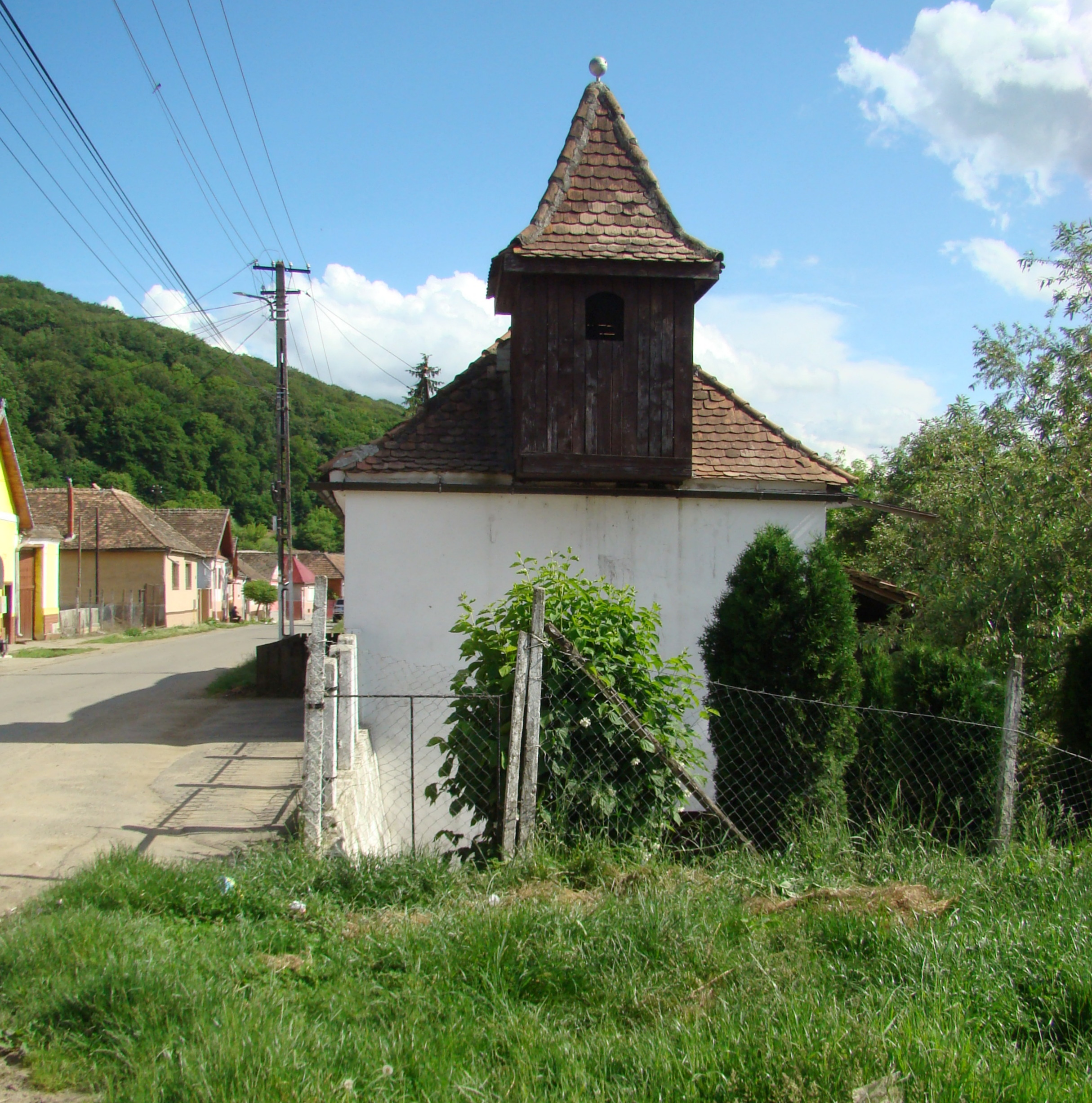
Biserica reformată
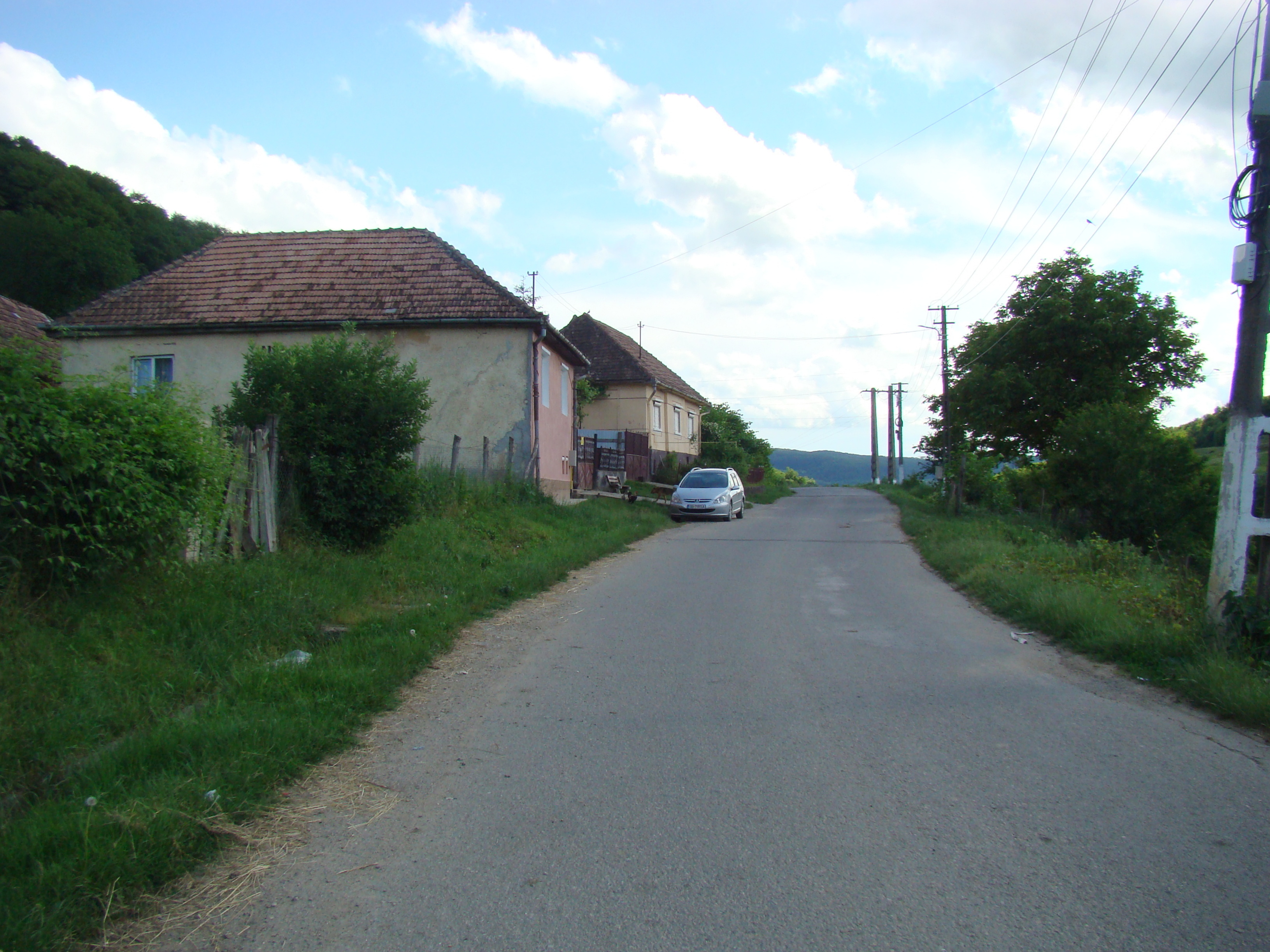